# Купрейчик, Виктор Давыдович
Виктор Давыдович Купрейчик (3 июля 1949, Минск — 22 мая 2017, Минск) — белорусский, ранее советский, шахматист, гроссмейстер (1980). Член зала славы ФИДЕ.

## Биография
Детство прошло на окраине Минска, в районе под названием Сельхозпоселок.
С шахматами Виктора познакомил отец, Давид Михайлович, участник Великой Отечественной войны, освобождавший Минск, а после до конца жизни работавший экономистом на фабрике «Коммунарка», и дядя. Занимался шахматами в шахматном кружке Дворца пионеров, школьником выполнил норматив мастера спорта. Окончил Белорусский государственный университет, журналист. В составе студенческой сборной команды СССР побеждал на чемпионатах мира 1968, 1969 и 1974. Чемпион Белоруссии (1972, 2003). Победитель Всесоюзного турнира молодых мастеров (1970 и 1974). Участник восьми чемпионатов СССР (1969—1987); лучшие результаты: 1979 — 5-7-е; 1980/1981 — 6-9-е; 1987 — 8-11-е места.
Успешно выступил в ряде крупных международных соревнований: Рига (1967, юношеский турнир) — 2-е; Тршинец (1967) и Сомбор (1970) — 2-3-е; Дортмунд (1975) — 6-7-е; Вейк-ан-Зее (1977, побочный турнир) — 1-е; Кировакан (1978) — 1-2-е; Рейкьявик и Медина-дель-Кампо (1980) — 1-е; Гастингс (1981/1982) — 1-е; Минск (1982) — 4-6-е; Нью-Дели (1982) — 2-е; Барселона (1984) — 2-3-е; Зеница (1985) — 1-е; Львов (1986) — 5-е; Виннипег (1986, 52 участника) — 1-2-е; Западный Берлин (1987) — 2-8-е; Мальмё (1987/1988) — 1-2-е места.

Шахматист яркого комбинационного стиля, отличающийся богатой фантазией, отсутствием какого-либо шаблона, всегда готовый идти на риск— Алексей Суэтин

Хочу сказать несколько добрых слов в адрес Купрейчика. Он был, пожалуй, самым большим «драчуном» — международный арбитр Сало Флор. Главный судья 47-го чемпионата СССР, Минск, клуб имени Дзержинского, декабрь 1979 года.
На 47-м чемпионате СССР в Минске одержал пять побед подряд, повторив рекорд Василия Смыслова на чемпионате СССР 1944 года На следующем, 48-м чемпионате, начал с 5 побед кряду
Последний турнир с его участием состоялся в Минске за две недели до его смерти
.В честь Купрейчика назван вариант сицилианской защиты

## Семья
Племянница — А. В. Сорокина, международный мастер, вице-президент ФИДЕ, председатель Белорусской федерации шахмат.

## Изменения рейтинга
| Графики недоступны из-за технических проблем. См. информацию на Фабрикаторе и на mediawiki.org. |